# Lago Maihue
El lago Maihue es un cuerpo lacustre ubicado a 138 km al sudeste de Valdivia en la región de Los Ríos en el sur de Chile y en las cercanías del lago Ranco.

## Ubicación y descripción
Está a 8,5 km al norte del Lago Huishue,  tiene forma alargada y 46 km² de superficie. Sus costas son escarpadas, exceptuando los valles por donde llegan los ríos, existiendo formaciones de playas de arena de color claro. Presenta, además, pequeñas playas escondidas en sus orillas, rodeadas de bosques vírgenes; en el extremo occidental existe una playa de piedras. 
Esta rodeado por los cerros de la Cordillera de los Andes: hacia el oriente se destacan los nevados y hacia el occidente se abre un estrecho valle. 
Sus aguas son de un transparente color azul verdoso. La temperatura de ellas son de 6,5 °C en invierno y de 19,5 °C en verano. 
En general, el oleaje es leve según la dirección e intensidad de los vientos, ocasionalmente peligrosos.

## Hidrografía
Pertenece a la cuenca del río Bueno y es de origen glaciar.

## Historia
Su nombre proviene del Mapuche y significa Jarrito para beber.
Luis Risopatrón lo describe en su Diccionario Jeográfico de Chile (1924):: 513 
Maihue (Lago). Tiene unos 33 km² de superficie i se encuentra a unos 130 m de altitud, a unos 15 kilómetros al E del lago Ranco, al que desagua por medio del río Calcurrupe

### Tragedia en el Lago Maihue
El 27 de noviembre de 2005 durante una tormenta de verano, un lanchón con 33 personas a bordo zozobró en las aguas del lago Maihue a causa del sobrepeso y las inclemencias climáticas registradas en esa zona. El saldo fatal de la tragedia dejó a 17 personas muertas, en su mayoría estudiantes de esa zona, que iban rumbo a sus establecimientos educacionales en las localidades de Llifén, Riñinahue y Futrono.
A raíz de esta tragedia, la nueva barcaza que funciona en el lago lleva el nombre de Consuelo XVII, recordatorio del incidente.

### Acúmulo de piedra pómez en sus aguas
En relación con la erupción del Puyehue de 2011, el Servicio Nacional de Geología y Minería (Sernageomin)informó también que hay una importante cantidad de piedra pómez flotantes en la superficie de los lagos Maihue , Huishue, Gris y Puyehue, sin embargo, la parte suroeste del cordón y la vertiente oeste de la Cordillera Nevada, no se presenta afectada por caída de ceniza.

## Población, economía y ecología

### Estado trófico
La eutrofización es el envejecimiento natural de cuerpos lacustres (lagos, lagunas, embalses, pantanos, humedales, etc.) como resultado de la acumulación gradual de nutrientes, un incremento de la productividad biológica y la acumulación paulatina de sedimentos provenientes de su cuenca de drenaje.: 4  Su avance es dependiente del flujo de nutrientes, de las dimensiones y forma del cuerpo lacustre y del tiempo de permanencia del agua en el mismo.: 24  En estado natural la eutrofización es lenta (a escala de milenios), pero por causas relacionadas con el mal uso del suelo, el incremento de la erosión y por la descarga de aguas servidas domésticas entre otras, puede verse acelerado a escala temporal de décadas o menos.: 4  Los elementos más característicos del estado trófico son fósforo, nitrógeno, DBO5 y clorofila y la propiedad turbiedad.
Existen diferentes criterios de clasificación trófica que caracterizan la concentración de esos elementos (de menor a mayor concentración) como: ultraoligotrófico, oligotrófico, mesotrófico, eutrófico, hipereutrófico. Ese es el estado trófico del elemento en el cuerpo de agua. Los estados hipereutrófico y eutrófico son estados no deseados en el ecosistema, debido a que los bienes y servicios que nos brinda el agua (bebida, recreación, higiene, entre otros) son más compatibles con lagos de características ultraoligotróficas, oligotróficas o mesotróficas.: 14 
Según un informe de la Dirección General de Aguas de 2018, el lago tenía en 2009 un nivel de oligotrofia.: 27 